# Prvi odred kozmonavtov Sovjetske zveze
Prvi odred kozmonavtov Sovjetske zveze (rusko Первый отряд космонавтов СССР) je bil prvi odred sovjetskih kozmonavtov, ki so ga ustanovili med februarjem in aprilom leta 1960. Njegovo uradno ime je bilo Skupina Vojnega letalstva 1 (Группа Военно-воздушных сил (ББС) № 1).

## Izbor
Odločitev o izboru in ustanovitvi skupine kozmonavtov za prvi vesoljski polet z vesoljsko ladjo Vostok v Programu Vostok so sprejeli z odredbo Centralnega komiteja Komunistične partije SZ in Sovjeta ministrov SZ št. 22-10 5. januarja 1959 in z odredbo Sovjeta ministrov SZ št. 569-264 22. maja 1959.
Izbor in pripravo bodočih kozmonavtov so zaupali Vojnemu letalstvu Sovjetske zveze (VVS). Neposredno so izbor zaupali skupini strokovnjakov Osrednje vojaške znanstvenoraziskovalne letalske bolnice (CVNIAG). Pri izboru so sodelovali E. Karpov, V. Jazdovski, N. Gurovski, O. Gazenko, A. Genin in drugi. Za kozmonavte so izbirali vojaške pilote lovskih letal starosti do 35 let, višine 175 cm in teže do 75 kg. (Po drugih virih: starost do 30 let, višina 170 cm in teža do 70 kg).
Po ukazu tedanjega poveljnika Vojnega letalstva maršala letalstva Konstantina Andrejeviča Veršinina 11. aprila 1960 so ustanovili posebni vojaški oddelek (v/č 26266), ki je imel nalogo pripraviti kozmonavte. Oddelek so preosnovali v Središče priprave kozmonavtov Vojnega letalstva (CPK). Načrtovali so izbiro 20-tih kozmonavtov. 24. februarja so za načelnika CPK izbrali polkovnika medicinske službe Jevgenija Anatoljeviča Karpova.
Z začetku marca leta 1960 so izbrali skupino dvajsetih bodočih kozmonavtov. 7. marca 1960 so v prvi odred kozmonavtov sprejeli dvanajst kandidatov: Ivan Nikolajevič Anikejev, Valerij Fjodorovič Bikovski, Jurij Aleksejevič Gagarin, Viktor Vasiljevič Gorbatko, Vladimir Mihajlovič Komarov, Aleksej Arhipovič Leonov, Grigorij Grigorjevič Neljubov, Andrian Grigorjevič Nikolajev, Pavel Romanovič Popovič, German Stepanovič Titov, Georgij Stepanovič Šonin in Boris Valentinovič Volinov. Kasneje so izbrali še osem kandidatov: Pavel Ivanovič Beljajev, Valentin Vasiljevič Bondarenko, Valentin Ignatjevič Filatjev, Anatolij Jakovlevič Kartašov, Jevgenij Vasiljevič Hrunov, Mars Zakirovič Rafikov, Valentin Stepanovič Varlamov in Dimitrij Aleksejevič Zaikin.
V prvem odredu kozmonavtov je bilo deset pilotov Vojnega letalstva (VVS), šest pilotov Protizračne obrambe (PVO) in štirje piloti Letalstva vojne mornarice (VMF).
Nato so kasneje tega leta oddelili skupino šestih kozmovatov: Gagarin, Titov, Nikolajev, Popovič, Neljubov in Bikovski. Ta skupina je nadaljevala z neposredno pripravo na prvi polet človeka v vesoljski prostor. Vseh šest kozmonavtov je 17. in 18. januarja 1961 uspešno opravilo preskus za prvi polet. 12. aprila je prvi vesoljski polet v zgodovini človeštva opravil Jurij Aleksejevič Gagarin, njegov prvi nadomestni kozmonavt je bil Titov, drugi nadomestni pa Neljubov.
Z razliko od Američanov (Mercuryjevih sedem), so Sovjeti izbrali mlade pilote, ki so jih hoteli usposobiti za vesoljce. Medicinske ekipe so izbirale med 3000 kandidati. Na fizične in fiziološke preskuse so vpoklicali stodva pilota. Od teh so jih izbrali osem, vendar je glavni inženir Koroljov hotel trikrat več kadrov kot so jih imeli Američani pri svojem izboru za Program Mercury. Od dvajset izbranih, je kasneje poletelo dvanajst kozmonavtov, od osmih, ki niso poleteli, je eden umrl v požaru pri pripravah, tri so odpustili zaradi disciplinskih prekrškov, štirje pa so prekinili priprave zaradi poškodb.

## Abecedni imenski seznam prvega odreda kozmonavtov

### 1. Ivan Nikolajevič Anikejev
Ivan Nikolajevič Anikejev (1933—1992), pilot Letalstva vojne mornarice.

### 2. Pavel Ivanovič Beljajev
Pavel Ivanovič Beljajev (1925—1970), pilot Letalstva vojne mornarice, kozmonavt-16 (Voshod 2).

### 3. Valerij Fjodorovič Bikovski
Valerij Fjodorovič Bikovski (*1934), pilot Vojnega letalstva, kozmonavt-11 (Vostok 5, Sojuz 22, Sojuz 31).

### 4. Valentin Vasiljevič Bondarenko
Valentin Vasiljevič Bondarenko (1937—1961]), pilot Vojnega letalstva.

### 5. Valentin Ignatjevič Filatjev
Valentin Ignatjevič Filatjev (1930—1990), pilot Protizračne obrambe.

### 6. Jurij Aleksejevič Gagarin
Jurij Aleksejevič Gagarin (1934—1968), pilot Vojnega letalstva, kozmonavt-1 (Vostok 1).

### 7. Viktor Vasiljevič Gorbatko
Viktor Vasiljevič Gorbatko (1934—2017), pilot Vojnega letalstva, kozmonavt-44 (Sojuz 7, Sojuz 24, Sojuz 37).

### 8. Jevgenij Vasiljevič Hrunov
Jevgenij Vasiljevič Hrunov (1934—1968), pilot Vojnega letalstva, kozmonavt-38 (Sojuz 5).

### 9. Anatolij Jakovlevič Kartašov
Anatolij Jakovlevič Kartašov (1932—2005), pilot Vojnega letalstva.

### 10. Vladimir Mihajlovič Komarov
Vladimir Mihajlovič Komarov (1927—1967), pilot-inženir Vojnega letalstva, kozmonavt-13 (Voshod 1, Sojuz 1).

### 11. Aleksej Arhipovič Leonov
Aleksej Arhipovič Leonov (*1934), pilot Vojnega letalstva, kozmonavt-17 (Voshod 2, Sojuz 19).

### 12. Grigorij Grigorjevič Neljubov
Grigorij Grigorjevič Neljubov (1934—1966), pilot Letalstva vojne mornarice, drugi nadomestni kozmonavt Gagarina (Vostok 1).

### 13. Andrian Grigorjevič Nikolajev
Andrian Grigorjevič Nikolajev (1929—2004), pilot Protizračne obrambe, kozmonavt-7 (Vostok 3, Sojuz 9).

### 14. Pavel Romanovič Popovič
Pavel Romanovič Popovič (1930—2009 ), pilot Vojnega letalstva, kozmonavt-8 (Vostok 4, Sojuz 14)

### 15. Mars Zakirovič Rafikov
Mars Zakirovič Rafikov (1935—2000), pilot Protizračne obrambe.

### 16. German Stepanovič Titov
German Stepanovič Titov (1935—2000), pilot Protizračne obrambe, kozmonavt-4 (Vostok 2).

### 17. Georgij Stepanovič Šonin
Georgij Stepanovič Šonin (1935—1997), pilot Letalstva vojne mornarice, kozmonavt-40 (Sojuz 6).

### 18. Valentin Stepanovič Varlamov
Valentin Stepanovič Varlamov (1934—1980), pilot Protizračne obrambe.

### 19. Boris Valentinovič Volinov
Boris Valentinovič Volinov (*1934), pilot Protizračne obrambe, kozmonavt-36 (Sojuz 5, Sojuz 21).

### 20. Dimitrij Aleksejevič Zaikin
Dimitrij Aleksejevič Zaikin (1932—2013), pilot Vojnega letalstva, prvi nadomestni kozmonavt Beljajevu (Voshod 2).